# Sacra conversazione degli Ingesuati
La Sacra conversazione degli Ingesuati  est un tableau de Domenico Ghirlandaio, une peinture en tempera sur tableau de 190 × 200 cm datable des années 1484-1486, conservée au musée des Offices (inventaire 1890, no 881).

## Histoire
Destinée au maître-autel de l'église San Giusto alle Mura, dite des Jésuates, la peinture fut déplacée, après la destruction de l'église hors les murs au siège de Florence de 1529, vers  le couvent San Giovanni della Calza. En 1853 elle entra dans les collections des Offices.

## Iconographie
C'est une Conversation sacrée soit une Vierge à l'Enfant trônant entourée  de figures saintes  célestes comme les archanges Michel et  Gabriel (encadrant la Vierge) avec quatre anges (en arrière du dais),  et de figures saintes terrestres comme saint Juste de Volterra et saint Zénobe que l'on voit agenouillés de part et d'autre du trône de la Vierge.
Plusieurs matières aux intentions symboliques figurent dans la composition : les perles des corniches, le saphir porté en collier par la Vierge, la sphère de cristal porté par l'Enfant jésus, les grenades et les oranges, les cyprès du bosquet de l'arrière-plan... La richesse du tapis descendant de l'estrade du trône avec son bouquet qui porte également (comme Gabriel) des lys.

## Description
Le panneau principal de la Conversation sacrée affiche une composition en pyramide dont le sommet est la Vierge et les pointes latérales, les deux saints évêques. Les anges et les archanges sont placés sur la terrasse située au même niveau que le trône. un baldaquin architectonique complété d'une colonnade à droite et à gauche sépare la scène d'un jardin dont on aperçoit le feuillage, les fruits sur un fond de ciel bleu dégradé de blanc vers l'horizon.
Beaucoup de rouge  (couleur de la Passion), marque la composition (veste de la Vierge, habit épiscopal, frises  du tapis, jambières de saint Michel, cape d'un ange...).
L'orangé, assimilable à l'or, complète la couleur précédente (habits et fruits).
Le  retable complet comportait une prédelle  aujourd'hui dispersée entre le Metropolitan Museum of Art de New York, le Detroit Institute of Arts et la National Gallery de Londres.

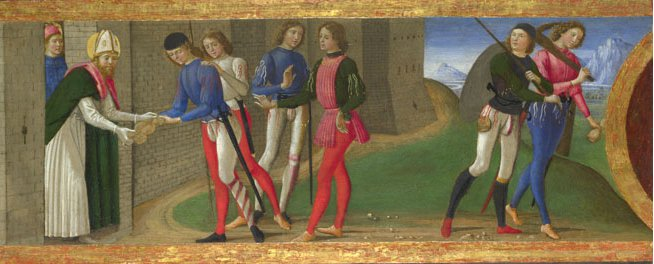
Miracolo del pane dei santi Giusto e Clemente (Londres)
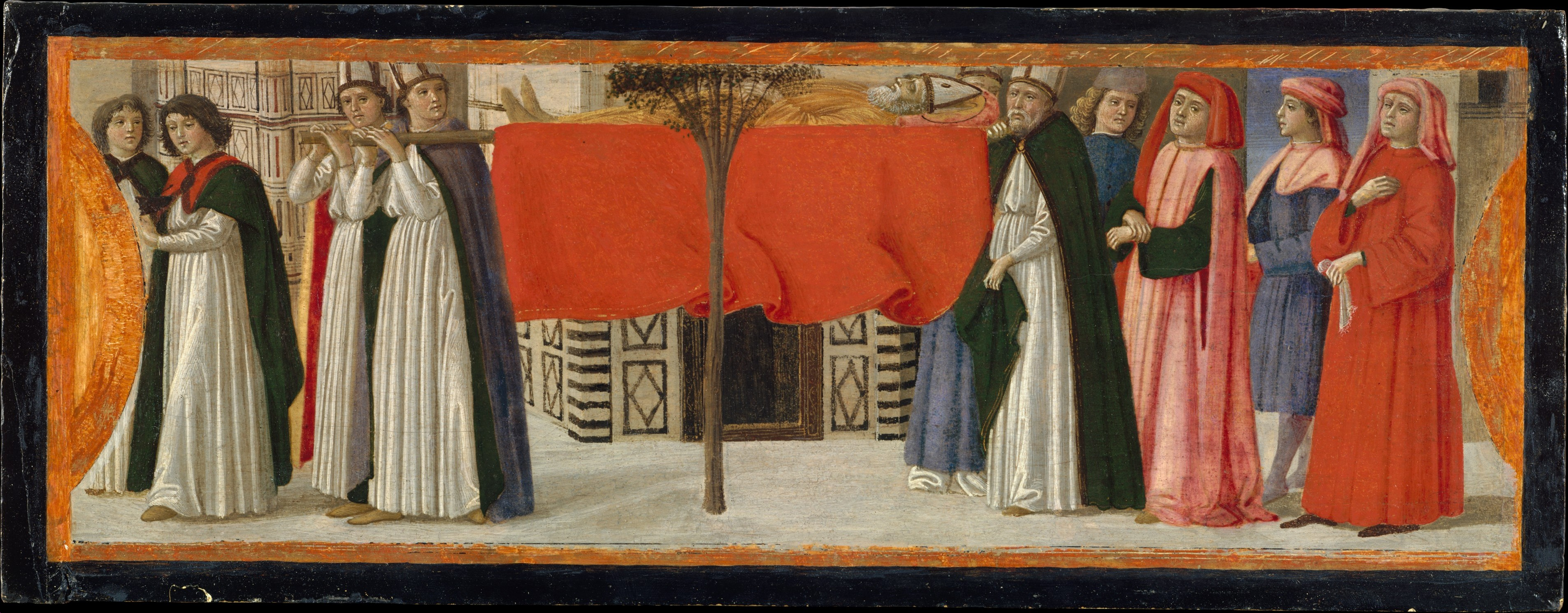
Sepoltura di san Zanobi (New York)
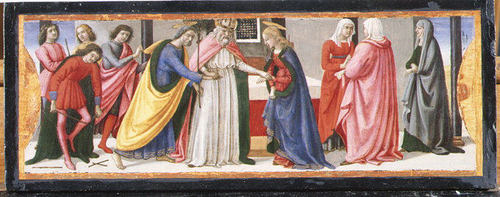
Sposalizio della Vergine  (New York)
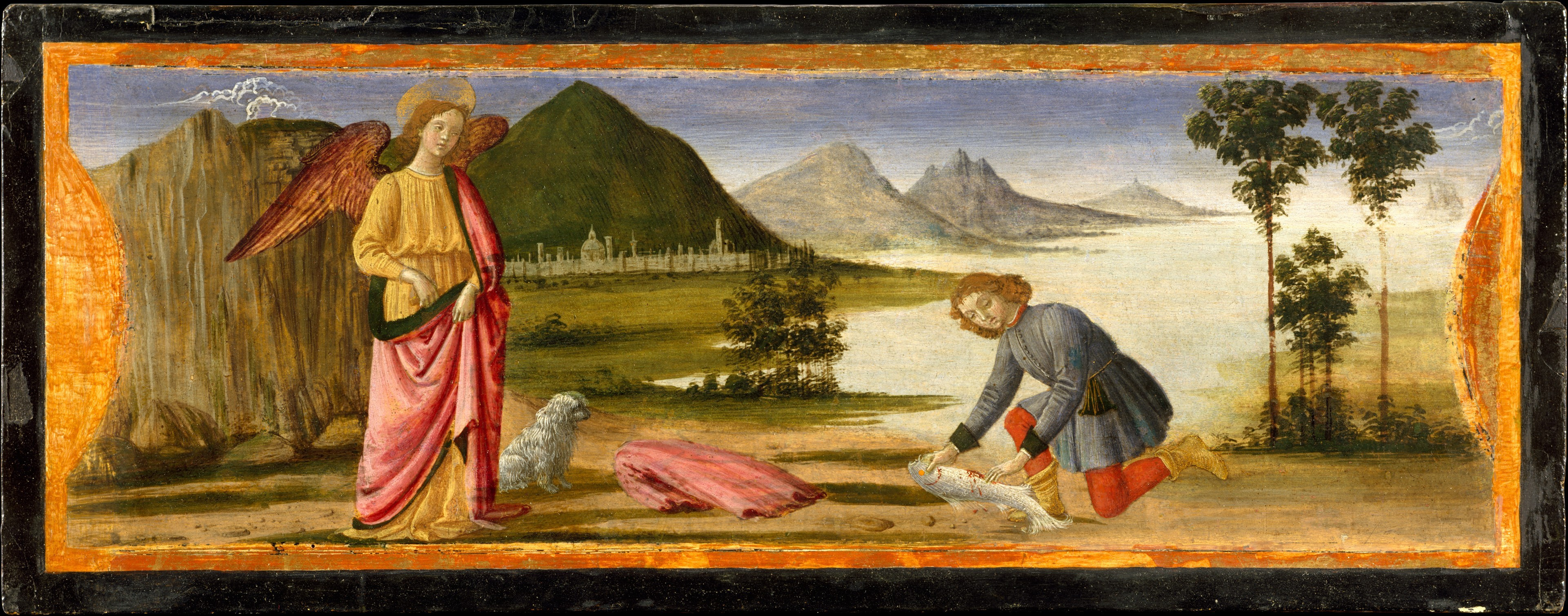
Tobiolo e l'angelo (New York)